# Nikola Abramajtys
Nikola Abramajtys (ur. 13 lutego 1997) – polska siatkarka, grająca na pozycji środkowej, medalistka mistrzostw Polski, zdobywczyni Pucharu Polski i Superpucharu Polski.

## Sukcesy klubowe
Mistrzostwo Polski:
- 2017[7]
- 2024[8]

Puchar Polski:
- 2017[9], 2024[10]

Superpuchar Polski:
- 2024[11]